# Cyclorana novaehollandiae
Cyclorana novaehollandiae är en groddjursart som först beskrevs av Franz Steindachner 1867.  Cyclorana novaehollandiae ingår i släktet Cyclorana och familjen lövgrodor. Inga underarter finns listade i Catalogue of Life.
Honor är med en längd av 71 till 101 mm större än hannar som blir 61 till 81 mm långa. På ryggen finns två längsgående hudveck. Huvudet är brett och ungefär trekantigt. Detta groddjur har en fläckig gråbrun färg. En ljusare längsgående strimma på ryggens topp kan finnas. Simhuden mellan tårna förekommer endast delvis.
Arten förekommer i östra Australien i Queensland och norra New South Wales. Den lever i låglandet i gräsmarker, buskskogar och träskmarker. Exemplaren föredrar närheten av vattenansamlingar. De gräver sig ner i marken under den torra perioden och intar ett stelt tillstånd. Arten hittas på kulturland ofta i vägdiken. Liksom hos andra groddjur har hannar påfallande läten. Honan lägger cirka 1000 ägg per tillfälle och grodynglen utvecklas snabb. Grodynglen är upp till 100 mm långa.
Genom landskapsförändringar innehåller flera pölar mer salt som är ogynnsam för arten. Den introducerade agapaddan är en konkurrent om samma revir. Hela populationen är fortfarande stabil. IUCN kategoriserar arten globalt som livskraftig.